# Joseph Héliodore Sagesse Vertu Garcin de Tassy
Joseph Héliodore Sagesse Vertu Garcin de Tassy (* 25. Januar 1794 in Marseille; † 2. September 1878 ebenda) war ein französischer Orientalist.

## Leben
Am Collège de France in Paris lernte Garcin de Tassy orientalischen Sprachen und wurde dazu Schüler des Philologen Silvestre de Sacy. Später gründete man auf dessen Anregungen (und Wünschen Garcin de Tassys) in Paris die École spéciale des langues orientales und Gracin de Tassy erhielt dort einen Lehrstuhl für indische Sprache.
Als Charles-Maurice de Talleyrand-Périgord 1838 starb, wählte die Académie des Inscriptions et Belles-Lettres Garcin de Tassy als dessen Nachfolger zu ihrem Mitglied. Als solcher war er maßgeblich an der Gründung der Société asiatique beteiligt und später auch einer ihrer Direktoren. Seit 1858 war er auswärtiges Mitglied der Bayerischen Akademie der Wissenschaften. 1868 wurde er als auswärtiges Mitglied in die Königlich Dänische Akademie der Wissenschaften und 1876 als korrespondierendes Mitglied in die Preußische Akademie der Wissenschaften aufgenommen. Der Russischen Akademie der Wissenschaften in Sankt Petersburg gehörte er seit 1856 als korrespondierendes Mitglied an.
Neben seinem eigenen wissenschaftlichen Werken machte sich Garcin de Tassy auch als Übersetzer aus dem Arabischen einen Namen. Später wurde die Erforschung der hindustanischen Sprache ein großer Schwerpunkt und galt darin bald schon als Koryphäe.
Im Alter von 84 Jahren star Garcin de Tassy am 2. September 1878 in seiner Geburtsstadt und fand dort auch seine letzte Ruhestätte.

## Werke (Auswahl)
- Allégories. Récits poétiques et chants populaires. Lerroux, Paris 1877.
- Les aventures de Kamrup. Paris 1834 (Übersetzung).
- Chrestomathie hindie et hindouie. Paris 1849.
- Cours d’hindoustani. Paris 1870.
- La doctrine de l’amour. Paris 1859 (Übersetzung aus der Hindustani).
- Histoire de la littérature hindouie e hindoustanie. 2. Auflage. Dupont, Paris 1871 (3 Bde.)
- L’islamisme d’aprés le Coran. Sciences des religions. Biblio-Verlag, Osnabrück 1978, ISBN 3-7648-0340-1 (Rep. d. Ausg. Paris 1874).
- La langue et la littérature hindoustanies 1850–69. 2. Auflage. Paris 1874.
- Mémoires sur les particularités de la religion musulmane dans l’Inde. Paris 1832.
- Oeuvre de Wali. Paris 1834 (Übersetzung einzelner Werke des Dichters Wali).
- La poésie philosophique et religieuse chez les Persans d’après le Mantic Uttar, ou le langue des oiseaux de Farid-Uddin Attar. 4. Auflage. Dupont, Paris 1864 (3 Bde.).
- Rhétorique et prosodie des langues de l’Orient musulman. 2. Auflage. Paris 1873.
- Rudiments de la langue hindouie. Paris 1847.